# 브라질리언 테리어

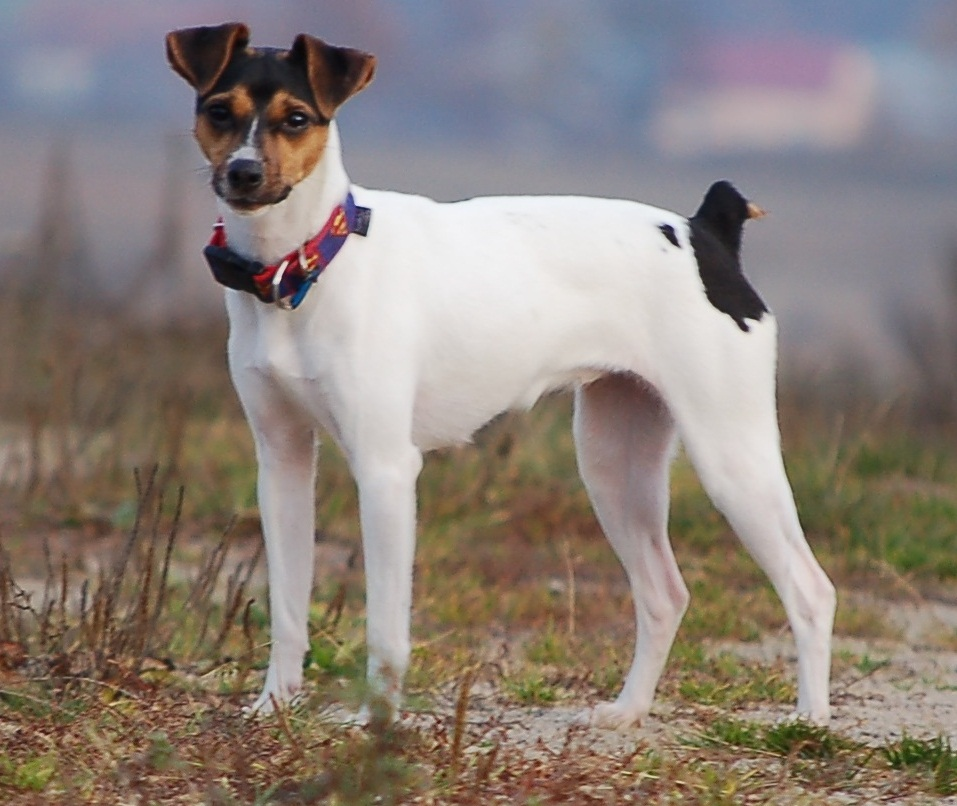

브라질리언 테리어(Brazilian Terrier)는 브라질에서 개발된 개 품종이다. 이 견종은 여러 테리어견 중 하나이자 세계적으로 인정받는 두 가지 브라질 토종 품종 중 하나이다.

## 설명

### 기원
이 품종의 기원에 관한 한 가지 이론은 잭 러셀 테리어, 파슨 러셀 테리어, 폭스 테리어가 1800년대 유럽에서 브라질로 건너와 브라질 테리어의 가장 가까운 조상이 되었다는 것이다. 또 다른 이론은 이 품종이 이베리아 연합 기간 동안 선박을 통해 브라질로 가져온 라토네로 보데게로 안달루즈(Ratonero Bodeguero Andaluz) 및 발렌시안 테리어(Valencian Terrier)와 같은 스페인 품종에서 파생되었다는 것이다.

### 모습
이 테리어는 기갑 부분의 키가 35.5~40.5cm(13~16인치) 사이이다. 품종의 무게는 일반적으로 7~10kg(15~22파운드)이다. 털은 짧고 매끄러우며 가늘다. 색상은 항상 삼색(흰색, 황갈색 및 검정색 또는 흰색, 황갈색 및 파란색 또는 흰색, 황갈색 및 갈색)이다. 잘린 꼬리, 좁은 가슴, 편평한 삼각형 두개골, 균형 잡힌 몸체가 가장 일반적인 특징이다. 귀는 반쯤 찌르고 접혀 있으며 끝이 아래로 늘어져 있다.

## 같이 보기
- 필라 브라질레이로